# Agnieszka Draber-Mońko
Agnieszka Draber-Mońko (ur. 20 grudnia 1931 w Sochaczewie, zm. 28 maja 2018) – polska biolog, entomolog i dipterolog, profesor i członkini Rady Naukowej w Muzeum i Instytucie Zoologii Polskiej Akademii Nauk.

## Życiorys
Była absolwentką Uniwersytetu Warszawskiego (1956), gdzie również obroniła dysertację doktorską (1963). Habilitowała się w 1986 roku w Instytucie Zoologii Polskiej Akademii Nauk w Warszawie. Od 1989 zatrudniona na stanowisku docenta na Uniwersytecie im. Adama Mickiewicza w Poznaniu, 25 kwietnia 1994 otrzymała tytuł naukowy profesora nauk biologicznych. 
Dorobek naukowy Agnieszki Draber-Mońko obejmuje 95 publikacji naukowych, w tym 3 monografie. Jest współautorką podręcznika Wprowadzenie do entomologii sądowej. Zmarła 28 maja 2018.
Pochowana na cmentarzu komunalnym Północnym w Warszawie (Kwatera: U-IV-4, Rząd: 14, Grób: 6).

## Odznaczenia
- Nagroda Polskiego Towarzystwa Nauk Weterynaryjnych (1978);
- Wyróżnienie Prezesa Polskiej Akademii Nauk (1983);
- Medal 25-lecia Polskiej Akademii Nauk (1984);
- Złoty Krzyż Zasługi (1990);
- Medal im. W. Godlewskiego (1991).